# Harald Nickel
Harald Nickel (* 21. Juli 1953 in Espelkamp; † 4. August 2019) war ein deutscher Fußballspieler. Zu seiner aktiven Zeit spielte er 97 Mal in der Fußball-Bundesliga für die Vereine Arminia Bielefeld, Eintracht Braunschweig und Borussia Mönchengladbach und erzielte 48 Tore. Von 1972 bis 1978 spielte er für belgische Clubs und hatte 1978 bei Standard Lüttich mit 22 Treffern die Torschützenliste in Belgien angeführt. In den Jahren 1979 und 1980 trug der Stürmer dreimal das Trikot der deutschen Fußballnationalmannschaft. Eine besondere Spezialität von Nickel waren Elfmeterschüsse aus dem Stand.

## Sportliche Laufbahn

### Beginn und Belgien
Harald Nickel begann in der Jugendabteilung bei seinem Stammverein FC Lübbecke in der ostwestfälischen Stadt aus dem Regierungsbezirk Detmold mit dem Fußballspiel im Verein. Nachdem er wegen seines Offensivtalentes im Jahr 1970 zu Arminia Bielefeld gewechselt war, bekam er nach der A-Juniorenzeit zur Saison 1971/72 einen Lizenzspielervertrag, wie auch seine vorherigen Jugendkollegen Rolf Kosmann und Wolfgang Mittendorf. Zusätzlich zu den drei Talenten aus dem eigenen Nachwuchs nahmen die Arminen auch noch den jungen Torhüter Dieter Burdenski, Georg Damjanoff, Jürgen Jendrossek, Gerd Kasperski, Peter Loof und Roland Stegmayer neu unter Vertrag.
Der Einstieg von Harald Nickel in den Profifußball stand aber unter der Hypothek des Bundesligaskandals, herrührend aus verschobenen Spielen in der Saison 1970/71 und an die Öffentlichkeit gebracht durch Tonbandabspielungen auf der Geburtstagsparty des Offenbacher Präsidenten Horst-Gregorio Canellas am 6. Juni 1971. Am 19. Februar 1972 verkündete der DFB sein Sportgerichtsurteil, in dem der Verband den DSC wegen erwiesener Manipulation zum Abstieg in die oberste Amateurklasse verurteilte. Alle Spiele der Mannschaft in der laufenden Runde wurden für den Gegner gewertet. Im Berufungsverfahren am 20. April entschied der DFB dann aber neu: Bielefeld musste zwar zwangsabsteigen, aber nicht in die Amateurliga, sondern in die zweitklassige Regionalliga West. Zusätzlich steckte der DSC auch noch tief in einer finanziellen Krise und konnte nur noch durch Spielerverkäufe über die Runden kommen. Das beste Geschäft machte der DSC mit dem Verkauf von Dieter Burdenski an Werder Bremen. Der junge Angreifer Harald Nickel spielte dagegen durch seine Unterschrift beim KFC Turnhout in der 2. belgischen Liga zur Saison 1972/73 noch keine Rolle auf der Einnahmenseite der Bielefelder. Als 18-Jähriger hatte der Angreifer am 25. September 1971 beim Heimspiel gegen Hannover 96 (1:0) in der Bundesliga debütiert. Er war Mitte der 2. Halbzeit für Kasperski eingewechselt worden. Er sammelte noch in vier weiteren Spielen gegen RW Oberhausen, 1. FC Köln, Hertha BSC und Eintracht Braunschweig Wettkampfpraxis in der Bundesliga und wechselte dann im Sommer 1972 für sechs Runden nach Belgien. Er war sofort spielberechtigt, da er nicht in die Manipulationen verwickelt war.
Nickel verbrachte die ersten drei Jahre, 1972 bis 1975, im Norden Belgiens, beim Zweitligisten KFC Turnhout. Er belegte mit seiner Mannschaft jeweils mittlere Tabellenränge und erzielte in 88 Rundeneinsätzen beachtliche 43 Tore. Über zwei Zwischenstationen Royale Union Saint-Gilloise und KV Kortrijk schaffte er zur Saison 1977/78 den Sprung zum Spitzenverein Standard Lüttich. Da kam dann vieles zusammen, was dazu gehört, um in den Spitzenbereich des Fußballs vorzustoßen: Mit Robert Waseige ein renommierter Trainer, mit Mannschaftskameraden wie Eric Gerets, den zwei Torhütern Christian Piot und Michel Preud’homme, Michel Renquin, Alfred Riedl und dem isländischen Spielmacher Ásgeir Sigurvinsson ausgewiesene und richtungsgebende Könner an seiner Seite, in der Liga ein spannender Dreikampf um die Meisterschaft und dann auch noch die internationale Bewährung im UEFA-Pokal. Standard belegte mit zwei Punkten Rückstand zum FC Brügge den 3. Rang in Belgien und Nickel gewann mit 22 Toren die Torschützenkrone. Im UEFA-Pokal hatte er in den Spielen gegen Slavia Prag, AEK Athen und Carl Zeiss Jena internationale Erfahrung gesammelt. Jetzt war er auch für die Bundesliga interessant geworden und Eintracht Braunschweig gewann das Werben um den Torjäger und versuchte damit den Weggang von Paul Breitner zum FC Bayern München zu kompensieren.

### Braunschweig und Mönchengladbach
Nickel hatte aber auch sein Abitur an der europäischen Schule in Belgien gemacht und sich zum Elektrochemiker ausbilden lassen. Außerdem sprach er seitdem fließend flämisch und französisch. Der Weggang des Trainers Branko Zebec war für Nickel der weitaus größere Verlust als der von Breitner, welcher ja auch immer für mannschaftsinterne Reibereien gesorgt hatte. Mit Werner Olk kam zwar ein bewährter und erfolgreicher ehemaliger Bundesligaspieler als Zebec-Nachfolger zu den Niedersachsen, aber noch ohne Trainerstation in der Bundesliga. Der für 1,1 Millionen D-Mark geholte Torjäger erfüllte als Mann für den Abschluss dann auch die Erwartungen bei den „Löwen“. In 27 Ligaeinsätzen erzielte er 16 Tore und führte damit weit vor den folgenden Spielern mit Uwe Krause (7 Tore), Dietmar Erler (6 Tore), Karl-Heinz Handschuh und Danilo Popivoda (jeweils 5 Tore) die interne Torschützenliste der Mannschaft an, welche am Rundenende den 9. Rang belegte und im März 1979 die Trainerablösung durch Heinz Lucas erfahren hatte. In den vier Begegnungen gegen Darmstadt 98 (4:1), Borussia Mönchengladbach (3:2), FC Schalke 04 (4:4) und Arminia Bielefeld (5:2) zeichnete sich der technisch geschickte Strafraumtorjäger jeweils als zweifacher Torschütze aus. Gegen Bielefeld verwandelte er zwei Elfmeter und Nickel machte sich in diesem Spezialgebiet einen guten Namen. Vom DFB wurde der Braunschweiger Torjäger auch im Oktober 1978 und März 1979 zu zwei Einsätzen in die B-Nationalmannschaft berufen. Nach nur einer Saison bei Eintracht Braunschweig unterschrieb der umworbene Torjäger zur Saison 1979/80 bei Borussia Mönchengladbach einen neuen Vertrag und wechselte an den Niederrhein.
Am Bökelberg war die Trainerzeit von Udo Lattek abgelaufen und mit Jupp Heynckes hatte ein Mann aus den eigenen Reihen das Erbe angetreten. Bevor der bisherige Assistenztrainer den Vertrag als Boss unterschrieben hatte, hatte er durchgesetzt, dass für den nach Barcelona ausscheidenden Allan Simonsen ein Stürmer der Spitzenklasse gekauft wurde. In Harald Nickel hoffte er ihn gefunden zu haben. Der von Eintracht Braunschweig für 1,15 Millionen DM Ablöse geholte Mittelstürmer, dessen Wunschverein schon immer Borussia Mönchengladbach gewesen war, sollte die nötigen Tore schießen, um alle Sorgen am Bökelberg zu verscheuchen. Neben Nickel holten die Gladbacher keine bekannten Namen. Der 22-jährige Jürgen Fleer von Arminia Hannover galt als Verteidigerhoffnung und die beiden 18-jährigen Lothar Matthäus (FC Herzogenaurach) und Armin Veh (FC Augsburg) galten als Riesentalente, welche aber noch Zeit zur Reife benötigten.
Nickel bestätigte in 33 Ligaeinsätzen mit 20 Toren seine Torjägerqualitäten auch in Mönchengladbach und der junge Mittelfeldrenner Lothar Matthäus entpuppte sich als herausragende Zukunftshoffnung. Die Borussia belegte in der Bundesliga den 7. Rang und Nickel hatte in den Spielen gegen den MSV Duisburg (6:0) drei Tore erzielt und in den drei Spielen gegen den 1. FC Köln (4:4), Hertha BSC (4:1) und Bayer Leverkusen (4:2) jeweils zweimal getroffen. Die mannschaftsinterne Torschützenliste führt er klar vor Ewald Lienen und Carsten Nielsen mit jeweils sieben Toren an. Trainer Heynckes hatte in seinem ersten Jahr als Cheftrainer die Borussen im UEFA-Pokal nach Siegen über Viking Stavanger, Inter Mailand, Universitatea Craiova, AS St. Etienne und den VfB Stuttgart in die zwei Finalspiele gegen Eintracht Frankfurt geführt. Beim 3:2 n. V. bei Inter Mailand glückten Nickel zwei Treffer, worunter sein 1:1-Ausgleichstreffer in der Presse als Traumtor geschildert wird: „VfL-Schlussmann Kneib schlägt das Leder in die gegnerische Hälfte zu Harald Nickel. Der Torjäger nimmt den langen Ball mit der Brust an, schüttelt dabei seinen Gegenspieler ab wie eine lästige Fliege, lässt den Ball zweimal tropfen und nagelt die Kugel aus gut 30 Metern unter die Latte – ein Traumtor.“ In der 108. Spielminute in Mailand wird Karl Del’Haye im Strafraum gefoult – Elfmeter für den VfL. Nickel tritt an und schiebt das Leder aus dem Stand in die rechte untere Ecke zum 3:2 Endergebnis. Auch beim überraschend deutlichen 4:1-Auswärtserfolg beim Team von Mittelfeldstar Michel Platini, AS St. Etienne, trägt sich Nickel in die Torschützenliste ein. In den beiden Finalspielen gegen die Eintracht (3:2/0:1) erzielte Nickel aber keinen Treffer und die Borussia verliert durch die zwei Auswärtstreffer der Eintracht den Cup an die Hessen. Nickel hat alle 12 Spiele bestritten und sieben Tore erzielt.
Durch den DFB wurde der Gladbacher Angreifer in dieser Saison auch zu sechs Auswahlspielen berufen: Nickel absolvierte je drei Spiele in der B- und der A-Nationalmannschaft. Es ging los am 16. Oktober 1979 mit dem B-Länderspiel gegen Luxemburg. Danach folgten drei Spiele in der A-Nationalmannschaft am 21. November, 22. Dezember 1979 und am 27. Februar 1980, ehe seine Nationalmannschaftseinsätze mit den zwei weiteren Berufungen im April und Mai in die B-Nationalmannschaft, endeten.
In seinem zweiten Jahr in Mönchengladbach, 1980/81, konnte Nickel seine überdurchschnittliche Trefferquote vom Debütjahr mit 20 Toren nicht wiederholen, er musste sich mit zwölf Toren begnügen und wurde mannschaftsintern sogar von dem jungen Abwehrchef Wilfried Hannes mit 16 Toren klar überflügelt. Mit der Borussia belegte er den sechsten Rang. Da im Spielerkader mit Uwe Rahn und Wolfram Wuttke zwei neue und hoffnungsvolle Talente aufgetaucht waren und mit Matthäus und Hans-Günter Bruns bereits zwei überdurchschnittliche Leistungsträger vorhanden waren und zudem erfolgreiche Verhandlungen mit Frank Mill und Kurt Pinkall geführt wurden, trennten sich die Wege von Nickel und Borussia Mönchengladbach bereits wieder nach zwei Jahren. Nickel unterschrieb zur Saison 1981/82 beim FC Basel einen neuen Vertrag und wechselte in die Schweiz. Dazu beigetragen hatte sicherlich auch das von VfL-Manager Helmut Grashoff um 30 Prozent gekürzte Vertragsangebot.
Im Buch von Stefan Hermanns über die Gladbacher Giganten wird zu Nickel festgehalten: „Bei Nickel war das Verrückte normal. Abseits des Platzes gab er den Dandy, trug Trenchcoat und rauchte Zigarillos mit Mundstück. Seine fußballerische Spezialität war nicht minder ungewöhnlich: Elfmeter aus dem Stand. 'Dagegen hattest du keine Chance', berichtet Torhüter Uli Sude aus seiner Erfahrung im Training. [...] Dabei passte er im Grunde gar nicht zu Borussias Konterfußball. Nickel war weder schnell noch laufstark, aber 'im und am Sechzehner, da war er ein Genie', erinnert sich Sude.“

### FC Basel
In Basel gelang es Nickel nicht mehr an seine Torjägerqualitäten aus seinen besten Zeiten in Belgien, Braunschweig und Mönchengladbach heran zu reichen. Unter Trainer Helmut Benthaus und an der Seite von Mitspielern wie Otto Demarmels, Hans Küng, Detlev Lauscher, Erni Maissen und Beat Sutter musste er sich mit 20 Ligaeinsätzen und sechs Toren begnügen. Beim mit 0:1 verlorenen Cup-Finale am 31. Mai 1982 gegen den FC Sion war er nicht zum Einsatz gekommen. Im Sommer 1982 endete die höherklassige Laufbahn des langjährigen Torgaranten.

## Tod
Nickel erlag am 4. August 2019 einem Krebsleiden.

## Erfolge
- UEFA-Pokal-Finalist: 1979/80
- Torschützenkönig des UEFA-Pokals: 1979/80 (gemeinsam mit Dieter Hoeneß mit jeweils 7 Treffern)
- Torschützenkönig der belgischen Liga: 1977/78 (23 Treffer für Standard Lüttich)
- Im Jahr 1979 schoss Harald Nickel zudem das Tor des Jahres in Deutschland.